# Torsten Veblen
Torsten Bunde Veblen (engl. Thorstein Bunde Veblen); 30. jul 1857 – 3. avgust 1929) bio je norveško-američki ekonomista i sociolog koji je postao poznat kao duhoviti kritičar kapitalizma.
Veblen je poznat po ideji "upadljive potrošnje". Ljudi se upuštaju u upadljivu potrošnju, zajedno sa "uočljivim slobodnim vremenom", da pokažu bogatstvo ili obeleže društveni status.
Veblen objašnjava koncept u svojoj najpoznatijoj knjizi “Teorija dokoličarske klase”(1899). Istoričari ekonomske misli smatraju Veblena vođom institucionalnog ekonomskog pokreta. Savremeni ekonomisti još uvek nazivaju Veblenovu razliku između institucija i tehnologije “Veblenova dihotomija”.
Kao vodeći intelektualac Progresivne ere u Sjedinjenim Američkim Državama, Veblen je napao proizvodnju radi profita. Njegov naglasak na upadljivu potrošnju naveliko je uticao na socijalističke mislioce koji su se uključili u ne-marksističke kritike kapitalizma i tehnološkog determinizma.

## Biografija

### Detinjstvo, mladost i porodična pozadina
Veblen je rođen 30. jula 1857. godine u Katu, Viskonsin, od norveško -američkih imigrantskih roditelja, Tomasa Veblena i Kari Bunde. On je bio četvrti od dvanaestoro dece u porodici Veblen. Njegovi roditelji su emigrirali iz Norveške u Milvoki, Viskonsin 16. septembra 1847. godine, sa malo sredstava i bez znanja engleskog jezika. Uprkos njihovim ograničenim mogućnostima kao imigrantima, znanje Tomasa Veblena o stolarstvu i građevinarstvu zajedno sa njegovom suprugom koja je podržavala istrajnost, omogućilo im je da uspostave porodičnu farmu, koja je sada Nacionalni istorijski spomenik, u Nerstrandu u Minesoti. Ova seoska imanja i druga slična naselja nazivane su mala Norveška, orijentisanim na verske i kulturne tradicije stare zemlje. Farma je takođe bila mesto gde je Veblen proveo veći deo svog detinjstva.
Veblen je bio započeo školovanje sa pet godina. Pošto je norveški njegov prvi jezik, naučio je engleski od suseda i u školi. Njegovi roditelji su takođe naučili tečno da govore engleski jezik, iako su nastavili da čitaju pretežno norvešku književnost sa svojom porodicom i na farmi. Porodična farma je na kraju postala prosperitetnija, dopuštajući Veblenovim roditeljima da svojoj deci obezbede formalno obrazovanje. Za razliku od većine tadašnjih imigrantskih porodica, Veblen i njegova braća i sestre su se školovali u nižim školama i nastavili više obrazovanje na obližnjem koledžu Carlton. Veblenova sestra, Emili, priznata je kao prva kćerka norveških imigranata koja je diplomirala na Američkom koledžu. Najstarije dete porodice Veblen, Endru A. Veblen, naposletku je postao profesor fizike na državnom univerzitetu u Ajovi i otac jednog od vodećih američkih matematičara, Osvalda Veblena sa Univerziteta Prinston.
Nekoliko kritičara tvrdilo je da su Veblenovo norveško poreklo i njegova relativna izolacija od američkog društva od suštinskog značaja za razumevanje njegovih spisa. Sociolog i nastavnik David Rajsman tvrdi da je njegovo poreklo kao dete imigranata značilo da je Veblen bio otuđen od prethodne kulture svojih roditelja, ali da ga je život u norveškom društvu u Americi onemogućilo da se kompletno "asimilira i prihvati dostupne oblike amerikanizma". Prema Džordžu M. Fredrikson, norveško društvo u kojem je Veblen živeo bilo je toliko izolovano da, kada ga je napustio "on je, u određenom smislu, emigrirao u Ameriku".

### Obrazovanje
Sa 17 godina, 1874, Veblen je poslat da prisustvuje obližnjem Carlton koledžu u Nortfildu, Minesota. Rano tokom školovanja, pokazao je i gorčinu i smisao za humor koji će okarakterisati njegove kasnije radove. Veblen je studirao ekonomiju i filozofiju pod vođstvom mladog Džona Bejtsa Klarka (1847–1938), koji je kasnije postao lider u novoj oblasti neoklasične ekonomije. Klarkov uticaj na Veblena je bio veliki, i kako ga je Klark uveo u formalne studije ekonomije, Veblen je shvatio prirodu i ograničenja hipotetičke ekonomije koja će početi da oblikuju njegove teorije. Veblen se kasnije zainteresovao za društvene nauke, pohađajući kurseve iz oblasti filozofije, prirodne istorije i klasične filologije. U okviru filozofije, radovi Imanuela Kanta i Herberta Spensera bili su mu od najvećeg interesa, nadahnjujući nekoliko unapred stvorenih mišljenja o socio-ekonomiji. Nasuprot tome, njegove studije prirodne istorije i klasične filologije su oblikovale njegovu formalnu upotrebu nauke i jezika.
Nakon što je Veblen diplomirao na Carltonu, 1880 otputovao je na istok da studira filozofiju na Univerzitetu Džon Hopkins. Dok je boravio na Džon Hopkinsu studirao je kod Čarlsa Sanders Persa. Kada nije uspeo da dobije stipendiju, prešao je na Jejl Univerzitet, gde je našao ekonomsku podršku za studije, doktorirajući 1884. godine, sa diplomom iz filozofije i društvenim studijama. Njegova disertacija je bila pod nazivom "Etička osnova doktrine odmazde". Na Jejlu-u je studirao pod čuvenim akademicima kao što su filozof Noah Porter i sociolog Vilijam Graham Samner.

## Akademska karijera
Nakon diplomiranja na Jejlu-u 1884. godine, Veblen je u suštini bio nezaposlen sedam godina. Uprkos jakim preporukama, nije bio u stanju da dobije univerzitetsku poziciju. Moguće je da je njegova disertacija o "Etičkim osnovama doktrine odmazde" (1884) smatrana nepoželjnom. Ipak, ova mogućnost se više ne može istraživati jer je Veblenova disertacija nestala sa Jejla-a 1935. Navodno jedini naučnik koji je ikada proučavao disertaciju bio je Džozef Dorfman, za svoju knjigu iz 1934” Torsten Veblen i njegova Amerika”. Dorfman kaže samo da disertacija, koju je savetovao evolucioni sociolog Vilijam Graham Samner, proučava takvu evolucionu misao kao što je misao Herberta Spensera, kao i moralna filozofija Kanta. Neki istoričari su takođe nagađali da je ovaj neuspeh u dobijanju posla delimično bio posledica predrasuda prema Norvežanima, dok drugi to pripisuju činjenici da ga je većina univerziteta i administratora smatrala nedovoljno obrazovanim u hrišćanstvu. Većina akademika je u to vreme imala diplomu u oblasti verskih nauka koje Veblen nije imao. Takođe, nije pomoglo ni što se Veblen otvoreno identifikovao kao agnostik, što je za to vreme bilo vrlo neuobičajeno. Kao rezultat toga, Veblen se vratio na svoju porodičnu farmu, boravak tokom kojeg je tvrdio da se oporavlja od malarije. Proveo je te godine oporavljajući se i halapljivo čitajući. Sumnja se da su ove poteškoće u početku njegove akademske karijere kasnije inspirisale delove njegove knjige "Visoko obrazovanje u Americi" (1918), u kojoj je tvrdio da su prave akademske vrednosti žrtvovane od strane univerziteta u korist sopstvenog interesa i profitabilnosti.
Godine 1891. Veblen je napustio farmu da bi se vratio na postdiplomske studije da bi studirao ekonomiju na Univerzitetu Kornel, pod vođstvom profesora ekonomije Džejmsa Lorensa Laughlina. Uz pomoć profesora Laughlina, koji se selio na Čikago Univerzitet, Veblen je postao kolega na tom univerzitetu 1892. godine. Tokom svog boravka, radio je na velikom delu uredničkog rada vezanog za “Časopis političke ekonomije”, jedan od mnogih akademskih časopisa nastalih u to vreme na Čikago Univerzitetu. Veblen je koristio časopis kao izlaz za svoja pisanja. Njegovi radovi su počeli da se pojavljuju i u drugim časopisima, kao što je “Američki časopis za sociologiju”, još jedan časopis na univerzitetu. Dok je na Univerzitetu Čikago bio uglavnom marginalna figura, Veblen je tamo predavao više predmeta.
Veblen je 1899. godine objavio svoju prvu i najpoznatiju knjigu pod nazivom “Teorija slobodnog vremena”. Ovo nije odmah poboljšalo Veblenovu poziciju na Univerzitetu u Čikagu. On je zatražio povišicu nakon završetka svoje prve knjige, ali bio je odbijen. Najzad, kada je knjiga dobila pažnju, Veblen je unapređen na poziciju docenta. Boreći se na Univerzitetu Čikago, Veblen je prihvatio funkciju vanrednog profesora na Univerzitetu Stanford.
Veblenovi učenici u Čikagu smatrali su njegovo učenje "užasnim". Stanfordski studenti su smatrali da je njegov stil učenja "dosadan". Ali to je bilo opravdano u odnosu na Veblenove lične afere. On je uvredio viktorijanske osećaje vanbračnim aferama dok je bio na Univerzitetu u Čikagu. Na Stanfordu 1909. godine, Veblen je ponovo ismejan zbog toga što je ženskaroš i neverni muž. Kao rezultat toga, bio je prisiljen da podnese ostavku sa svoje pozicije, što mu je otežalo da nađe drugu akademsku poziciju.Jedna priča tvrdi da je otpušten sa Stanforda nakon što mu je gospođa Lilanda Stanforda poslala telegram iz Pariza, pošto nije odobravala Veblenovu podršku kineskih "coolie" radnika u Kaliforniji.
Uz pomoć Herberta J. Devenporta, prijatelja koji je bio šef ekonomskog odeljenja na Univerzitetu Misuri, Veblen je prihvatio tu poziciju 1911. godine. Veblen, međutim, nije uživao u svom boravku u Misuriju. To je delimično bilo zbog njegove pozicije predavača koja je bila nižeg ranga od njegovih prethodnih pozicija i za manju platu. Takođe, Veblen nije voleo grad Kolumbija, gde se nalazio univerzitet. Iako možda nije uživao u svom boravku u Misuriju, 1914. godine objavio je još jednu od svojih najpoznatijih knjiga:“Instinkti stvaralaštva i stanje industrijske umetnosti” (1914). Nakon početka Prvog svetskog rata, Veblen je objavio “Imperijalnu Nemačku i Industrijsku revoluciju”(1915). Ratno stanje je smatrao pretnjom ekonomskoj produktivnosti i suprotstavio se autoritarnoj politici Nemačke s demokratskom tradicijom Britanije, ističući da industrijalizacija u Nemačkoj nije proizvela progresivnu političku kulturu.
Do 1917. Veblen se preselio u Vašington, D.C. da radi sa grupom koju je formirao predsednik Vudro Vilson, za analizu mogućih mirovnih rešenja za Prvi svetski rat, što je kulminiralo u njegovoj knjizi “Istraživanje prirode mira i uslovi njegovog trajanja”(1917). Ovo je označilo niz izrazitih promena u njegovoj karijeri. Nakon toga, Veblen je neko vreme radio za američku upravu za hranu. Ubrzo nakon toga, Veblen se preselio u Njujork da radi kao urednik časopisa „The Dial“. U narednih godinu dana časopis je promenio svoju orijentaciju i on je izgubio svoju uredničku poziciju.
U međuvremenu, Veblen je uspostavio kontakte sa nekoliko drugih akademika, kao što su Čarls A. Bird, Džejms Harvi Robinson i Džon Devei. Grupa univerzitetskih profesora i intelektualaca je 1919. godine konačno osnovala Novu školu za društvena istraživanja (danas poznatu kao Nova škola) kao modernu, progresivnu, slobodnu školu u kojoj učenici mogu "tražiti nepristrasno razumevanje postojećeg poretka, njegove geneze, rasta i sadašnji rad ". Od 1919. do 1926. Veblen je nastavio da piše i održava ulogu u razvoju Nove škole. Tokom tog vremena on je napisao “Inženjeri i sistem cena”. U njoj je Veblen predložio savez inženjera. Prema Ingve Ramstadu, stav da bi inženjeri, a ne radnici,da svrgnu kapitalizam, bio je "novi pogled". Veblen je pozvao Gvida Marka u Novu školu da podučava i pomogne u organizovanju pokreta inženjera, kao što je Moris Kuk; Henri Lorens Gant, koji je umro kratko pre toga; i Hauard Skot. Kuk i Gant su bili sledbenici Tejlorove naučne teorije upravljanja. Skot, koji je naveo Veblena kao člana privremenog organizacionog komiteta Tehničke alijanse, možda bez konsultacija sa Veblenom ili drugim članovima koji su na listi, kasnije je pomogao da se osnuje tehnokratski pokret.Veblen je imao sklonost prema socijalizmu i verovao je da će tehnološki razvoj na kraju dovesti do socijalističke organizacije ekonomskih poslova. Međutim, njegovi pogledi na socijalizam i prirodu evolucionog ekonomskog procesa su se znatno razlikovali od pogleda Karla Marksa; dok je Marks video socijalizam kao konačnu političku preteču komunizma, kao konačni cilj civilizacije, i radničku klasu kao grupu koja će je uspostaviti, Veblen je video socijalizam kao jednu posrednu fazu u tekućem evolutivnom procesu u društvu koji bi se ostvario prirodnim propadanjem sistema poslovnog preduzeća i inventivnošću inženjera. Danijel Bel vidi srodstvo između Veblena i pokreta Tehnokratije. Džanet Knoudler i An Mejhju demonstriraju značaj Veblenove povezanosti sa tim inženjerima, dok tvrde da je njegova knjiga više nastavak njegovih prethodnih ideja nego zagovaranje koje drugi vide u njemu.

## Uticaji na Veblena

### Nemačka škola istorije
Nemačka škola istorije odbila je jedinke kao njihove jedinice analize,a to je inspirisalo Veblena da uradi isto.Škola i Veblen su referirali ovu jedinicu za analizu i postavili su pitanje zašto ljudsko ponašanje je evoluiralo kroz istoriju.Veblen je takođe usvojio i skeptičnost škole kada se radilo o nemešanju države u ekonomska pitanja.

### Darvinova evolucija
Veblen je bio veoma inspirisan Darvinovim uverenjima u princip kauzalnosti.Za razliku od Nemačke škole Darvinove teorije su bile sistematski povezane i objašnjavale su seriju različitih,naizgled ne povezanih fenomena kroz život. Razvio je svoj teoretski sistem,inspirisan Darvinovim teorijama,koji je priznavao prirodne i gledljive sile za razliku od čuda i teologijskih sila.Veblen je kritikovao neoklasična uverenja o ekonomiji koji su tvrdili da je ekonomija pasivna i veoma inertna.Na ovim kritikama je Veblen izgradio svoje teorije o ekonomiji.

### Pragmatizam
Američki pragmatisti diskutovali su o pokretima pojmu apsoluta umesto da priznaju pojam slobodne volje.Umesto Božijeg čuda intervencije preuzima kontrolu dešavanja univerzuma programeri verujući da ljudi koristeći svoju slobodnu volju menjaju oblik socijalne institucije.Veblen je takođe prepoznao ovo kao elemente slučajeva i efekata na osnovu čega je on usmerio svoje teorije.Verovanje programera je da je ključ u oblikovanju Veblenove kritike prirodnih zakona i temelja njegove evolucione ekonomije koji je prepoznao svrhu ljudskog izražavanja.

### Marksizam
Veblen se složio sa Marksom u tome sto je postojalo nekoliko parazitskih vlasnika sredstva za proizvodnju u društvu koji su koristili sredstva eksploatacije da bi održali tu kontrolu.Dok je Marks smatrao da se proleterijat diže protiv vladajuće klase,Veblen je verovao da ce proleterijat umesto toga oponašati vladajuću klasu.Ovo verovanje je poslužilo kao osnova za Veblenovu teoriju o upadljivoj potrošnji.Generalno Veblen je držao Marksove ekonomske teorije u visokom pogledu.Veblen i Marks su takođe dodelili slične ideje o važnosti tehnologije u izazivanju društvenih promena.

## Doprinosi društvenoj teoriji

### Instituciona ekonomija
Torsten Veblen je postavio temelje za perspektivu institucione ekonomije sa svojom kritikom tradicionalno statičke ekonomske teorije.Koliko je Veblen bio ekonomista bio je takođe i sociolog koji je gledao na ekonomiju kao autonomnu,stabilnu i statističku stvar.Veblen se nije složio sa svojim kolegama,jer je čvrsto verovao da je ekonomija značajno ugrađena u društvene institucije.Umesto odvajanja ekonomije od socijalnih nauka Veblen ju je gledao na vezu između ekonomije društvenih i kulturnih fenomena.Uopšteno govoreći studija institucionalne ekonomije smatrale su ekonomsku instituciju kao bitan proces kulturnog razvića.Dok se ekonomski institucionalizam nikada nije pretvorio u glavnu školu ekonomske misli da otkriju ekonomske probleme iz perspektive koja je uključivala institucione i kulturne fenomene.To je takođe omogućilo ekonomistima da ekonomiju vide kao biće koje evoluira.

### Uočljiva potrošnja
U svom najpoznatijem delu The Theory of the Leisure Class,Veblen kritički piše o potrošnji i njene uloge u podsticanju rasipne potrošnje.U njegovom prvom delu Veblen je skovao termin „uočljiva potrošnja" koji je definisao kao trošenje više novca na robu nego što treba.Pojam je nastao tokom Druge industrijske revolucije kada je nastala nova društvena klasa kao rezultat akumulacije kapitalnog sredstva.On objašnjava da su članovi klase slobodnog vremena često asocirani sa biznisom,oni koji se takođe upuštaju u upadljivu potrošnju kako bi impresionirali ostatak društva kroz manifestaciju njihove društvene moći i prestiža.Bilo da je stvarna ili percipirana ono što proizilazi iz takvog ponašanja je društvo koje karakteriše gubitak novca i vremena.Za razliku od socioloških radova tog vremena,delo The Theory of the Leisure Class se fokusiralo na potrošnju pre nego na proizvodnju.

### Uočljivo slobodno vreme
Uočljivo slobodno vreme ili neproduktivno korišćenje vremena radi prikazivanja društvenog statusa,Veblen koristi kao primarni indikator slobodnog časa. Upućivanje u vidljivo slobodno vreme je otvoreno pokazivanje nečijeg bogatstva statusa,jer produktivni rad označava odsustvo materijalne snage i smatra se znakom slobodnog vremena povećavala izuzeće od produktivnog rada,to izuzeće je postalo počasno i stvarno učešće u produktivnom radu postalo je znak inferiornosti.Upadljivo slobodno vreme je dobro funkcionisalo u određivanju društvenog statusa u ruralnim sredinama,ali ga je urbanizacija učinila tako da uočljivo slobodno vreme više nije bilo dovoljno sredstvo da pokaže novčanu snagu.Urbani život zahteva očiglednije prikazivanje statusa bogatstva i moći gde je vidljiva potrošnja.

### Čas slobodnog vremena
U The Theory of the leisure class,Veblen kritički piše o upadljivoj potrošnji i njenoj funkciji u socijalističkom konzumerizmu i socijalnoj stafikaciji.Razmatrajući istoriju on prati navedene ekonomske navike do početka podele rada,ili tokom plemskih vremena.Po početku podele rada,visoko – statusni pojedinci i u zajednici praktikovali su lov i rat,posebno manje radno intezivan i manje ekonomski produktivan rad.Pojedinci sa niskim statusom, s druge strane praktikovali su aktivnosti koje su priznate ekonomski produktivnije, kao što su poljoprovreda i kuvanje.Pojedinci sa visokim statusom,kako objašnjava Veblen,mogli bi priuštiti ležeran život (otuda kao slobodna klasa)uključivanje u simboličko ekonomsko učešće,a ne praktično ekonomsko učešće.Ovi pojedinci mogli su da se upuste u vidljivo slobodno vreme tokom dužeg vremenskog perioda,jednostavno sledeći potrage koje su izazivale viši društveni status,umesto da učestvuju u upadljivoj potrošnji,razred slobodnog vremena je živeo u vidu odmora kao znak visokog statusa.Klasa slobodnog vremena je štitila i reprodukovala njihov društveni status i kontrolu unutar vremena,na primer kroz njihovo učešće u ratnim aktivnostima koji su iako su retko bili potrebni i dalje činili da njihove kolege niže društvene klase zavise od njih.U modernim industrijskim vremenima,Veblen je klasu slobodnog vremena opisao kao one koje su oslobođeni industrijske radne snage.Umesto toga on objašnjava klasa slobodnog vremena je učestvovala u intelektualnim ili umetničkim nastojanjima da pokažu svoju slobodu od ekonomske potrebe da učestvuju u ekonomski produktivnom fizičkom radu.U suštini nemogućnost obavljanja radno intezivnih aktivnosti nije označavala viši društveni status već je viši socijalni status značio da se ne mora vršiti takva dužnost.

### Teorija poslovnog poduhvata
Glavni problem za Veblena je bilo „trenje“između biznisa i industrije Veblen je biznis identifikovao kao vlasnike i lidere čiji je primarni cilj bio profit njihovih kompanija,ali su u nastojanju da zadrže visok profit,često pokušavali da ograniče proizvodnju na taj način opstruirajući rad industrijskog sistema „biznis“ je negativno uticao na društvo u celini (kroz veće stope ne zaposlenosti).S tim u vezi Veblen je identifikovao poslovne lidere kao izvor mnogih problema u društvu,za koje je smatrao da bi ih trebali voditi ljudi kao što su inženjeri,koji su razumeli industrijski sistem i njegov rad,a istovremeno imaju interes za opšte blagostanje društva u celini.

## Veblenova ekonomija i politika
Veblen i ostali Američki institucionalisti bili su dužni Nemačkoj školi istorije, posebno Gustavu von Šmoleru, zbog naglaska na istorijskoj činjenici, njihovog empirizma i posebno širokog evolucijskog okivira studiranja. Veblen se divio Šmoleru, ali je kritikovao neke druge lidere Nemačke škole zbog njihovog preteranog oslanjanja na opisivanje, dugih prikaza numeričkih podataka i narative o industrijskom razvoju koji nisu počivali na ekonomskoj teoriji. Veblen je pokušao da koristi isti princip sa svojom sopstvenom teorijom.
Verovatno najjasniji naslednici Veblenovih ideja da ljudi neracionalno teže vrednošću i korisnošću kroz svoju upadljivu potrošnju su pristalice škole o ekonomskom ponašnju, koji proučavaju načine na koji potrošači i proizvođači deluju protiv svojih interesa na naizgled neracionalni način.
Veblen je razvio evolucionu ekonomiju u 20. veku zasnovanu na Darvinovim principima i novim idejama iz antropologije, sociologije i psihologije. Za razliku od neoklasične ekonomije koja se pojavila u isto vreme, Veblen je opisao ekonomsko ponašanje kao društveno određenu i video ekonomsku organizaciju kao proces kontinuirane evolucije. Veblen je odbacio svaku teoriju zasnovanu na individualnoj akciji ili bilo koju teoriju koja ističe bilo koji faktor unutrašnje lične motivacije. Prema njegovim rečima, takve teorije su bile “nenaučne”. Ova evolucija bila je vođena ljudskim instiktima imitacije, predacije, veštine, roditeljske sklonosti, neaktivne radoznalosti. Veblen je želeo da ekonomisti shvate efekte društvenih i kulturnih promena na ekonomske promene. U Teoriji slobodnog vremena, instikti imitacije i predacije igraju važnu ulogu. Ljudi, bogati i siromašni pokušavaju da impresioniraju druge i nastoje da steknu prednost kroz ono što je Veblen nazvao “upadljiva potrošnja”, i sposobnost da se uključe u “uočljivo slobodno vreme”. U ovom radu Veblen je tvrdio da se potrošnja koristi kao način da se dobije i signalizira status. Kroz “upadljivu potrošnju” često je dolazio “upadljivi otpad” koji je Veblen prezirao. On je dalje govorio o “predatorskoj fazi” kulture u smislu predatorskog stava koji je postao uobičajen duhovni stav pojedinca.
U Teoriji poslovnog poduhvata, objavljenoj 1904. godine tokom vrhunca Američke zabrinutosti rastom poslovnih kombinacija i poverenja, Veblen je koristio svoju evolucijsku analizu kako bi objasnio ove nove oblike. Video ih je kao posledicu rasta industrijskih procesa u kontekstu malih poslovnih firmi koje su se ranije razvijale da bi organizovale zanatsku proizvodnju. Novi industrijski procesi doveli su do integracije i obezbedili unose mogućnosti onima koji su njome upravljali. To je rezultiralo, kako je Veblen to video, sukobom između biznismena i inženjera, sa biznismenima koji predstavljaju stariji poredak i inženjerima kao inovatore novih načina rada. U kombinacijama sa tendencijama opisanim u Teoriji slobodnog vremena, ovaj sukob je rezlutirao otpadom i “predatorstvom” koji je služio za poboljšanje društvenog statusa onih koji bi mogli imati koristi od predatorskih potraživanja robe i usluga.
Veblen je generalizovao sukob između biznismena i inženjera rekavši da će ljudsko društvo uvek uključivati sukob između postojećih normi sa interesima i novih normi razvijenih iz urođene ljudske sklonosti da manipulišu i uče o fizičkom svetu u kojem postojimo. On je takođe generalizovao svoj model da bi uključio svoju teoriju instikta, procese evolucije koji su apsorbovani od Samnera, kao što je unapređeno sopstvenim čitanjem evolucione nauke, i pragmatična filozofija koja je prvo naučena od Persa. Instikt neaktivne radoznalosti naveo je ljude da manipulišu prirodom na nove načine i to je dovelo do promena u onome što je on nazvao “materijalna sredstva života”. Jer, prema pragmatičarima, naše ideje su ljudska konstrukcija, a ne ogledala stvarnosti, promena načina manipulacije prirodom vodi ka promeni konstrukata i promeni predstava istine i autoriteta, kao i obrazaca ponašanja (institucija). Društva i ekonomije se razvijaju kao posledica toga, ali to čine kroz proces sukoba između interesa i starih i novih oblika. Veblen nikad nije pisao sa sigurnošću da su novi načini bili bolji načini, ali je bio siguran, u poslednje tri decenije svog života, da bi Američka ekonomija mogla, u odsustvu interesa, proizvesti više za više ljudi. Godinama neposredno nakon Prvog Svetskog rata tražio je od inženjera da Američku ekonomiju učine efikasnijom.
Pored Teorije slobodnog vremena i Teorije poslovnog poduhvata, Veblenove monografije Imperijalna Nemačka i Industrijska Revolucija, i njegovih brojnih eseja, uključujući “Zašto ekonomija nije evoluciona nauka” i “Mesto nauke u modernoj civilizaciji”, ostaju uticajni.

### Veblen i političke teorije
Politički, Veblen je bio naklonjen državnom vlastištvu. Naučnici se uglavnom ne slažu oko toga koliko su Veblenova gledišta kompatibilna sa marksizmom, socijalizmom ili anarhizmom. Veblen je smatrao da će tehnološki razvoj na kraju dovesti do socijalističke ekonomije, ali njegovi pogledi na socijalizam i prirodu evolucijskog ekonomskog procesa znatno su se razlikovali od Karla Marksa. Veblen je video socijalizam kao srednju fazu u toku procesa evolucije koji bi nastao usled prirodnog propadanja sistema poslovnog preduzeća.

## Lični zivot

### Brakovi
Dve najbitnije veze koje je Veblen imao su sa njegove prve dve žene, mada je poznato da je imao i afere van braka tokom svog života.
Tokom svog boravka u Karletonu, Veblen je upoznao svoju prvu ženu, Elen Rofle, nećaku predsednika koledza. Venčali su se 1888. Dok su neki ucenjaci pripisivali njegovu sklonost ka ulaženju u veze s drugim ženama čestom razdvojenošću para koji je rezultirao razvodom 1911, drugi su nagađali da je propast ove veze ukorenjena u Eleninoj nemogućnosti da rađa decu. Nakon njene smrti 1926, otkriveno je da je tražila da se njena obdukcija pošalje Veblenu, njenom bivšem mužu. Autopsija je pokazala da se Eleninini reproduktivni organi nisu normalno razvili I da nije bila u stanju da rađa decu. U Knjizi koju je napisala Veblenova pastorka se tvrdi ‘’da to objasnjava njenu nezainteresovanost za normalan supružnicki odnost s Torstenom”, i da “ju je tretirao više poput sestre, ljubljene sestre, nego kao ženu”.
Veblen se oženio An Bradli Bevans, bivšu studentkinju, 1914 I postao očuh njenim dvema devojčicama, Beki I An. Uglavnom se činilo da su imali srecan brak. Njene dve cerke su An opisale kao pobornicu ženskih prava, socijalistu, I čvrstu zagovornicu sindikata I radničkih prava. Godinu dana nakon sto je oženio An, ocekivali su zajedničko dete, ali se trudnoća završila pobačajem. Veblen nikada nije imao svoju decu.

### Smrt
Smrt nakon prerane smrti njegove supruge An, 1920. Godine, Veblen se uključio u brigu o svojim pastorkama. Beki je otišla s njim kada se preselio u Kaliforniju, brinula se o njemu, I bila s njim do njegove smrti u avgustu 1929, samo nekoliko meseci pre Velike Depresije, ekonomske krize koju je predvideo u knjizi “Absentee Ownership and Business Enterprise in recent times”. Pre svoje smrti, Veblen je zaradio relativno visoku platu iz Nove Škole. Pošto je živeo skromno, Veblen je uložio svoj novac u kalifornijske vinograde I u berzu. Nazalost, nakon povratka u severnu Kaliforniju, Veblen je izgubio novac koji je uložio I živeo je u baraci u gradu dok je zarađivao 500 do 600 dolara godišnje od autorskih naknada I dobijao 500 dolara godišnje od bivšeg studenta iz Čikaga.

## Veblenovo intelektualno nasleđe
Veblenovo intelektualno nasleđe uprkos svom ponekad arhaičnom govoru, koji je delimično izazvan Veblenovom borbom sa terminologijom unilinearne evolucije I biološkim određivanjem društvenih varijacija koje su još uvek dominirale društvenim mislima kada je počeo da piše, Veblenom rad ostaje relevantan, a ne samo zbog izraza “preterana potrošnja”. Njegov evolutivni pristup proučavanja ekonomskih sistema je ponovo u modi (aktuelan), a njegov model ponovnog sukoba između postojećeg poretka I novih načina (rada) moze biti koristan u razumevanju nove globalne ekonomije.
Princip hendikepa evolucione seksualne selekcije se često poredi s Veblenovom “preteranom potrošnjom”.
Veblen se smatra jednim od suosnivača (s John R. Commons, Wesley Clair Mitchell, I drugima) američke institucionalne ekonomije. Današnji praktičari koji se pridržavaju škole, organizuju se u Aocijaciju za evolucionu ekonomiju (AFEE) i Asocijaciju za Institucionalnu Ekonomiju (AFIT). AFEE dodeljuje godišnju Veblen-Komons nagradu za rad u institucionalnoj ekonomiji I objavljuje časopis Journal of Economic Issues. Neki stručnjaci koji su ostali neusaglašeni uključuju teoreticare koncepta “diferencijalne akumulacije”.
Veblen je citiran u delima feminističkih ekonomista. Takođe, njegov rad je često citiran u američkim književnim radovima. Predstavljen je u knjizi “The Big money” John Dos Passos-a, I spomenut u knjigama “Srce je usamljeni lovac” književnice Carson McCullers I “Glavna Ulica” Sinclair Lewis-a. Jedan od Veblenovih studenata na doktoratu je bio George W. Stocking, Sr., pionir u novoj oblasti ekonomije industrijskog menadzmenta. Drugi je bio kanadski akademik I autor Stephen Leacock koji je postao sef odseka za ekonomiju I političke nauke na Univerzitetu Makgil. Uticaj “Theory of the Leisure Class” se moze videte u Leacock-ovoj satiri “Acradian Adventures with the Idle Rich” iz 1914. godine.